# Jessie MacWilliams
Pour les articles homonymes, voir MacWilliams.
Florence Jessie Collinson MacWilliams (4 janvier 1917, Stoke-on-Trent – 27 mai 1990) est une mathématicienne britannique, surtout connue pour avoir coécrit The Theory of Error-Correcting Codes, un ouvrage de référence en théorie des codes, et pour les identités qui portent son nom.

## Biographie
Jessie MacWilliams passe à Cambridge son B.A. en 1938 et son M.A. l'année suivante. Une bourse lui permet d'aller étudier aux États-Unis auprès d'Oscar Zariski, en 1939 à l'université Johns-Hopkins et en 1940 à Harvard. Elle se marie en 1941 et abandonne les mathématiques pendant quelques années, pour élever sa fille et ses deux fils. À partir de 1958, elle travaille comme développeuse aux Laboratoires Bell, qui emploient son mari, et où se déroule l'essentiel de sa carrière. Elle s'y intéresse à la théorie des codes. Pour y accéder à un poste de chercheuse en mathématiques, elle devait obtenir un Ph.D.. Elle retourne pour cela à Harvard en 1961-62 et y soutient un Ph.D. dirigé par Andrew Gleason. Elle est ainsi étudiante en mathématiques à Harvard en même temps que sa fille Ann. C'est en 1977 que parait son ouvrage encyclopédique The Theory of Error-Correcting Codes, écrit avec Neil Sloane. Elle fut la première conférencière Noether, en 1980. Elle prend sa retraite des Laboratoires Bell en 1983.